# Lista de serviços de inteligência
Esta é uma lista dos serviços de inteligência atualmente em funcionamento.

## Angola
- Serviço de Inteligência e Segurança de Estado (SINSE)
- Serviço de Inteligência Estrangeira (SIE)
- Serviço de Inteligência Militar (SIM)

## Alemanha
- Bundesamt für Verfassungsschutz ou BfV (Escritório Federal para a Proteção da Constituição)
- Bundesnachrichtendienst ou BND (Serviço Federal de Informações)

## Argentina
- Secretaría de Inteligencia ou SI (Secretaria de Inteligência) Recentemente foi  dissolvido e substituído  pela Agência Federal de Inteligência

## Brasil
- ABIN - Agência Brasileira de Inteligência
- CIM - Centro de Inteligência da Marinha
- CIE - Centro de Inteligência do Exército
- CIAer - Centro de Inteligência da Aeronáutica
- DIP - Diretoria de Inteligência Policial (Polícia Federal)
- SEINTE - Serviço de Inteligência Policial (Polícia do Senado Federal)
- SRPM - Serviço Reservado da PM (estadual)
- DIPOL - Departamento de Inteligência da Polícia Civil (estadual)

## Canadá
- Canadian Security Intelligence Service ou CSIS (Serviço Canadense de Inteligência de Segurança)

## China
- Ministry of State Security (MSS)

## Coreia Do Sul
- NIS [National Intelligence Service ou 국가 정보원]

## Cuba
- Dirección de Inteligencia (DI/G2)

## Espanha
- Centro Nacional de Inteligencia ou CNI (Centro Nacional de Inteligência)

## Estados Unidos

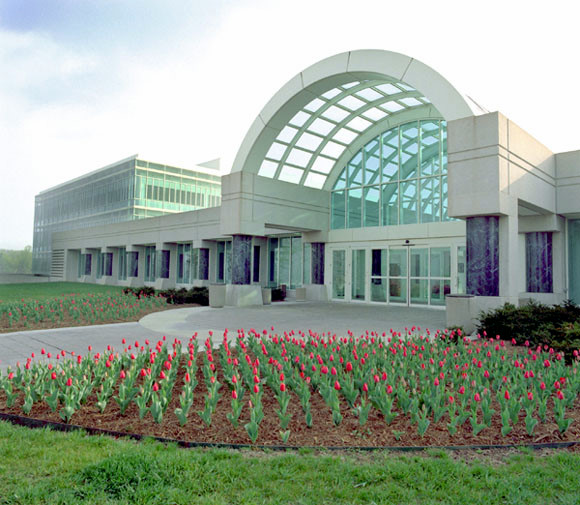
Sede da CIA na Virgínia, Estados Unidos

- CIA  (Agência Central de Inteligência)

- NSA (Agência de Segurança Nacional)

- NRO  (Escritório Nacional de Reconhecimento)

- NGA  (Agência Nacional de Informação Geoespacial)

## Índia
- Intelligence Bureau (serviço de Inteligência)
- Research and Analysis Wing R&AW ou RAW

## Israel
- Mossad (em hebraico, Ha-Mossad le-Modiin ule-Tafkidim Meyuhadim; em português: Instituto para Inteligência e Operações Especiais)
- Shin Bet (em hebraico: שירות הביטחון הכללי, translit. Sherut ha-Bitachon ha-Klali; em português, "Serviço de Segurança Geral", também conhecido pela sigla Shabak), o serviço de segurança interna de Israel.
- Unidade 8200  (em hebraico: יחידה 8200, translit. Yehida shmoneh matayim; em português, "Unidade oito duzentos") Serviço de Inteligência.
- Aman  (em hebraico: אגף המודיעין, Agaf Hamodiin; em português: Direção de Inteligência Militar, lit. "Seção de Inteligência" )
- Lakam (em hebraico, הלשכה לקשרי מדע‎, translit. Ha-Lishka le-Kishrei Mada; em português: Escritório de Relações Científicas), antiga agência de serviços de inteligência, absorvida pelo Malmab.
- Malmab (em hebraico: הממונה על הביטחון במשרד הביטחון‎, Ha-Memune al ha-bitahon be-Misrad Ha-Bitahon; em português: Diretoria de Segurança da Defesa), departamento do Ministério da Defesa de Israel, responsável pela segurança do Ministério da Defesa, pela indústria de armamentos israelense e pelas  instituições encarregadas de desenvolvimento e produção de armas de destruição em massa, assim como pelo Centro de Pesquisas Nucleares de Neguev, pelo Instituto de Pesquisas Biológicas de Israel e unidades militares envolvidas nessas áreas.

## Japão
- Naikaku Jouho Chousashitsu (em japonês:  内閣 情報 調査室) ou Serviço de Análise e Inteligência.
- Public Security Intelligence Agency (公安調査庁, kōanchōsa-chō) (Agência de Inteligência e Segurança Pública)

## Paquistão
- Inter-Service Intelligence ou ISI

## Portugal
- Sistema de Informações da República Portuguesa ou SIRP
- Serviço de Informações de Segurança ou SIS
- Serviço de Informações Estratégicas de Defesa ou SIED
- Serviço de Informações Militares ou SISMIL
- Departamento de Informações Policiais  ou DIP Polícia de Segurança Pública

## Reino Unido
- MI5 - Inteligência Militar: Seção Cinco (Security Service)
- MI6 - Inteligência militar: Seção Seis (Secret Intelligence Service)
- GCHQ - Sede das Comunicações do Governo (Government Communications Headquarters)

## França
- DPSD — A Direction du renseignement et de la sécurité de la Défense  (em português, Diretoria de Informação e Segurança da Defesa) é uma agência ligada ao Ministério da Defesa francês. O órgão sucedeu à agência de segurança militar, em 1981. Sua missão constitui-se de contrainteligência, inteligência geral, contraterrorismo e contrassubversão. Os militares, as instituições e a indústria de defesa estão incluídas na sua área de responsabilidade. A DPSD  também é responsável por garantir a segurança do pessoal, informação, material e instalações sensíveis dentro do complexo nacional francês de defesa.

- DGSE — A Direction Générale de la Sécurité Extérieure (em português, 'Diretoria-Geral da Segurança Externa')  é a agência de inteligência da França que opera em outros países, ou seja, responsável pela espionagem externa. O órgão trabalha notadamente por meio da realização de operações paramilitares e contra-inteligência no exterior. Tal como acontece com a maioria de outras agências de inteligência, suas operações e organização não são tornados públicos. É considerada ao lado do Mossad israelense, uma das agências de espionagem mais atuante e perigosa do mundo.

## Moçambique
- SISE - Serviço de Informação e Segurança do Estado,[1] tem como missão assegurar o respeito da Constituição e da Lei, a produção de informações necessárias à salvaguarda da independência nacional. Este serviço garante a segurança nacional, o funcionamento dos órgãos de soberania e demais instituições no quadro da normalidade constitucional e protege os interesses vitais da sociedade. É ao Serviço de Informações e Segurança do Estado que é incumbida esta missão, através da recolha, pesquisa, produção, análise, avaliação de informações úteis à segurança do Estado e  também lhe compete a prevenção de actos que atentem contra a Constituição de Moçambique.[2]

## Rússia
- FSB (Serviço Federal de Segurança da Federação Russa; em russo: Federal'naya Sluzhba Bezopasnosti Rossiyskoi Federatsii)
- SVR (Serviço de Inteligência Estrangeiro; em russo: Sluzhba Vneshney Razvedki))
- GRU - (Serviço Militar de Inteligência Russo; em russo Glavnoye Razvedyvatel'noye Upravleniye)

## Venezuela
- Dirección de los Servicios de Inteligencia y Prevención (Direção dos Serviços de Inteligência e Prevenção)
- Servicio Bolivariano de Inteligencia Nacional ou SEBIN